# Heilig Hartbeeld (Maashees)
Het Heilig Hartbeeld is een standbeeld in de Nederlandse plaats Maashees, in de provincie Noord-Brabant.

## Achtergrond
Het Heilig Hartbeeld was een geschenk van de parochianen aan pastoor A.J.J. Michels (1878-1931), die zijn zilveren priesterjubileum vierde. Het beeld werd op 17 juni 1930 ingezegend. Het was geplaatst in een plantsoen voor de kerk H. Anthonius Abt. Het kerkgebouw werd, in de nadagen van de Tweede Wereldoorlog, op 15 oktober 1944 door de Duitsers verwoest, het beeld bleef daarbij gespaard. In 1951 werd een nieuwe kerk gebouwd. Het beeld werd echter elders in het dorp herplaatst en staat aan de openbare weg in de directe nabijheid van Havens Graanhandel. 

## Beschrijving
Het beeld bestaat uit een Christusfiguur die op een halve wereldbol staat. Hij is gekleed in een gedrapeerd gewaad en omhangen met een mantel. Hij houdt zijn beide handen gespreid, op zijn borst is het vlammend Heilig Hart afgebeeld. Achter zijn hoofd is een opengewerkte kruisnimbus geplaatst. Het beeld staat op een hoge sokkel. Een opschrift vermeldt: 

PAROCHIE AAN
DE Z.E. HEER
PASTOOR
A.J.J. MICHIELS
BIJ GELEGENHEID
VAN ZIJN ZILVEREN
PRIESTERFEEST
1 JUNI 1930